# The Canyon Dweller
The Canyon Dweller est un film muet américain réalisé par Allan Dwan et sorti en 1912.

## Synopsis
James Dickson est un mineur qui a consacré son existence avec quelques compagnons à l'extraction de l'or. Il s'est marié avec Jessie Berger, malgré l'amour que lui portait Margie Brannon. Un jour, Bob Wentworth rejoint la mine et se sent profondément attiré par Jessie...

## Fiche technique
- Réalisation : Allan Dwan
- Date de sortie : États-Unis : 25 juillet 1912

## Distribution
- J. Warren Kerrigan : Bob Wentworth
- Pauline Bush : Margie Brannon